# John Diedrich
John Edwin Diedrich (Melbourne, 25 febbraio 1954) è un attore, regista teatrale e produttore teatrale australiano.

## Biografia
Dopo gli esordi al cinema e in televisione in Australia, ha fatto il suo debutto sulle scene londinesi nel 1980 in un revival del musical Oklahoma! e per la sua interpretazione nel ruolo del protagonista Curly ha ricevuto una candidatura al Laurence Olivier Award al miglior attore in un musical; due anni dopo tornò a recitare in Australia nella tournée del medesimo musical.
Cinque anni più tardi diresse e recitò nel ruolo principale della prima australiana del musical Nine, mentre due anni più tardi interpretò l'ispettore Javert nella tournée australiana di Les Misérables. Nel 1992 tornò a recitare a Londra nel musical Annie Get Your Gun, mentre nel 2008 ha cantato in una versione concertistica di Follies in scena a Sydney. Tra i suoi numerosi crediti da registi si ricordano la prima australiana di Titanic al Teatro dell'Opera di Sydney e Jekyll & Hyde a Taipei nel 2010.

## Filmografia parziale

### Cinema
- Il cortile del diavolo (The Devil's Playground), regia di Fred Schepisi (1976)
- Dawn!, regia di Ken Hannam (1979)

### Televisione
- Matlock Police - 5 episodi (1972-1975)
- Homicide - 5 episodi (1973-1976)
- Ryan - 1 episodio (1974)
- Class of '74 - 2 episodi (1974)
- Division 4 - 1 episodio (1974)
- L'ispettore Bluey - 39 episodi (1976-1977)
- Catspaw (1978)
- Cop Shop - 6 episodi (1978-1979)
- Twenty Good Years (1979)
- Kings - 1 episodio (1983)
- Special Squad - 40 episodi (1984-1985)
- The Challenge - 6 episodi (1986-1987)
- Second Thoughts - 2 episodi (1992)
- The Gingerbread Girl - 7 episodi (1993)
- Big Sky - 1 episodio (1997)
- The Wonderful World of Disney - 1 episodio (2001)